# Associação Educacional, Esportiva e Social do Brasil 2022-2023
Questa voce raccoglie le informazioni riguardanti l'Associação Educacional, Esportiva e Social do Brasil nella stagione 2022-2023.

## Stagione
L'Associação Educacional, Esportiva e Social do Brasil utilizza la denominazione sponsorizzata Montes Claros América Vôlei nella stagione 2022-23.
Partecipa alla Superliga Série A per la decima volta, classificandosi al decimo posto in regular season.
In ambito locale è di scena al Campionato Mineiro, dove si classifica al quinto posto, mancando l'accesso alle semifinali.

## Organigramma societario
Area direttiva
- Presidente: Tamirys Souza
- Team manager: Andrey Souza

Area tecnica
- Allenatore: Marcos Pacheco
- Assistente allenatore: Gabriel Lima, Norberto Prates
- Preparatore atletico: Gabriel Azzi

## Rosa
| N° | Nome                 | Ruolo | Data di nascita   | Nazionalità sportiva |
| -- | -------------------- | ----- | ----------------- | -------------------- |
| 1  | Lucas Veloso         | S     | 11 giugno 1995    | Brasile              |
| 2  | Pedro Rocha          | P     | 6 agosto 1999     | Brasile              |
| 3  | Alexsandro Vicente   | P     | 10 marzo 1990     | Brasile              |
| 5  | Cláudio Bento        | P     | 11 febbraio 1996  | Brasile              |
| 7  | Alesson Santiago     | C     | 3 luglio 1990     | Brasile              |
| 8  | Symon de Lima        | C     | 11 agosto 1996    | Brasile              |
| 9  | Marcos da Silva      | S     | 13 febbraio 2003  | Brasile              |
| 10 | Luiz Henrique Sousa  | O     | 21 maggio 2001    | Brasile              |
| 11 | Jó Maurício Neto     | P     | 11 dicembre 2000  | Brasile              |
| 12 | Matheus Silva        | S     | 31 maggio 1996    | Brasile              |
| 13 | Melquisedeque Vieira | C     | 27 giugno 1997    | Brasile              |
| 14 | Luiz Sopschuk        | C     | 27 giugno 1997    | Brasile              |
| 15 | Breno do Nascimento  | O     | 7 marzo 2001      | Brasile              |
| 16 | Lucaian Pereira      | S     | 24 settembre 1996 | Brasile              |
| 17 | Murilo Sgorlon       | C     | 4 marzo 2000      | Brasile              |
| 18 | Gian de Moraes       | L     | 30 novembre 1988  | Brasile              |
| 19 | Douglas Bueno        | S     | 18 settembre 1992 | Brasile              |
| 20 | Jônatas Cardoso      | S     | 20 maggio 1993    | Brasile              |

## Statistiche

### Statistiche di squadra
| Competizione      | Punti | In casa | In casa | In casa | In trasferta | In trasferta | In trasferta | Totale | Totale | Totale |
| Competizione      | Punti | G       | V       | P       | G            | V            | P            | G      | V      | P      |
| ----------------- | ----- | ------- | ------- | ------- | ------------ | ------------ | ------------ | ------ | ------ | ------ |
| Superliga Série A | 20    | 11      | 4       | 7       | 11           | 2            | 9            | 22     | 6      | 16     |
| Totale            | -     | 11      | 4       | 7       | 11           | 2            | 9            | 22     | 6      | 16     |

### Statistiche dei giocatori
| Giocatore        | Superliga Série A | Superliga Série A | Superliga Série A | Superliga Série A | Superliga Série A | Totale | Totale | Totale | Totale | Totale |
| Giocatore        | P                 | PT                | AV                | MV                | BV                | P      | PT     | AV     | MV     | BV     |
| ---------------- | ----------------- | ----------------- | ----------------- | ----------------- | ----------------- | ------ | ------ | ------ | ------ | ------ |
| C. Bento         | 15                | 16                | 5                 | 4                 | 7                 | 15     | 16     | 5      | 4      | 7      |
| D. Bueno         | 6                 | 23                | 20                | 2                 | 1                 | 6      | 23     | 20     | 2      | 1      |
| J. Cardoso       | 7                 | 46                | 40                | 6                 | 0                 | 7      | 46     | 40     | 6      | 0      |
| M. da Silva      | 2                 | 0                 | 0                 | 0                 | 0                 | 2      | 0      | 0      | 0      | 0      |
| S. de Lima       | 0                 | 0                 | 0                 | 0                 | 0                 | 0      | 0      | 0      | 0      | 0      |
| G. de Moraes     | 22                | 1                 | 0                 | 0                 | 1                 | 22     | 1      | 0      | 0      | 1      |
| B. do Nascimento | 22                | 248               | 22                | 19                | 7                 | 22     | 248    | 22     | 19     | 7      |
| J.M. Neto        | 18                | 10                | 2                 | 7                 | 1                 | 18     | 10     | 2      | 7      | 1      |
| L. Pereira       | 22                | 312               | 279               | 17                | 16                | 22     | 312    | 279    | 17     | 16     |
| P. Rocha         | 12                | 0                 | 0                 | 0                 | 0                 | 12     | 0      | 0      | 0      | 0      |
| A. Santiago      | 19                | 83                | 58                | 21                | 4                 | 19     | 83     | 58     | 21     | 4      |
| M. Sgorlon       | 14                | 59                | 46                | 9                 | 4                 | 14     | 59     | 46     | 9      | 4      |
| M. Silva         | 22                | 249               | 221               | 15                | 15                | 22     | 249    | 221    | 15     | 15     |
| L. Sopschuk      | 2                 | 0                 | 0                 | 0                 | 0                 | 2      | 0      | 0      | 0      | 0      |
| L.H. Sousa       | 10                | 41                | 36                | 3                 | 2                 | 10     | 41     | 36     | 3      | 2      |
| L. Veloso        | 1                 | 0                 | 0                 | 0                 | 0                 | 1      | 0      | 0      | 0      | 0      |
| A. Vicente       | 6                 | 7                 | 2                 | 3                 | 2                 | 6      | 7      | 2      | 3      | 2      |
| M. Vieira        | 22                | 129               | 90                | 32                | 7                 | 22     | 129    | 90     | 32     | 7      |

P = presenze; PT = punti totali; AV = attacchi vincenti; MV = muri vincenti; BV = battute vincenti